# Герцог Баэна
 Герцог де Баэна (duque de Baena) — испанский дворянский титул, введённый королём Филиппом II 19 августа 1566 года для испанского аристократа Гонсало Фернандеса де Кордовы и Фернандес де Кордовы, 7-го сеньора де Баэны, 5-го графа де Кабра, 3-го герцога Сесса, 3-го герцога Сантанджело, 3-го герцога де Терранова, 3-го герцога Андрии (1520—1578), внука по материнской линии испанского полководца, «Великого Капитана» Гонсало Фернандеса де Кордовы (1453—1515).
Название герцогского титула происходит от названия муниципалитета Баэна, провинция Кордова, автономное сообщество Андалусия.

## Герцоги де Баэна
- 1566—1578:  Гонсало Фернандес де Кордова и Фернандес де Кордова (27 июля 1520 — 3 декабря 1578), старший сын Луиса Фернандеса де Кордовы, 4-го графа де Кабра (ум. 1526), и Эльвиры Фернандес де Кордовы, 2-й герцогини де Сесса (ум. 1524)
- 1578—1597:  Франсиска Фернандес де Кордова (10 августа 1521 — 9 июня 1597), дочь Луиса Фернандеса де Кордовы, 4-го графа де Кабра (ум. 1526), и Эльвиры Фернандес де Кордовы, 2-й герцогини де Сесса (ум. 1524), младшая сестра предыдущего
- 1597—1606:  Антонио Фернандес де Кордова (3 декабря 1550 — 6 января 1606), второй сын Фернандо Фолька де Кардона, 2-го герцога де Сома (1522—1571), и Беатрис Фернандес де Кордовы, 4-й герцогини де Сесса (1523—1553), племянник предыдущей
- 1606—1642:  Луис Фернандес де Кордова  (25 января 1582 — 14 ноября 1642), сын предыдущего и Хуаны Фернандес де Кордовы-Кардоны и Арагон (1557—1615)
- 1642—1659:  Антонио Фернандес де Кордова (1600 — январь 1659), единственный сын предыдущего и Марианы де Рохас, 4-й маркизы де Поса (ум. 1630)
- 1659—1688:  Франсиско Фернандес де Кордова (17 октября 1626 — 12 сентября 1688), второй сын предыдущего и Тересы Пиментель и Понсе де Леон (1596—1689)
- 1688—1709:  Феликс Фернандес де Кордова и Кардона (1654 — 3 июля 1709), младший сын предыдущего от первого брака с Исабель Луисой Фернандес де Кордова
- 1709—1750:  Франсиско Хавьер Фернандес де Кордова (20 сентября 1687 — 19 июня 1750), второй сын предыдущего от второго брака с Маргаритой де Арагон и Бенавидес (1664—1702)
- 1750—1768:  Буэнавентура Франсиска Фернандес де Кордова Фольк де Кардона  (2 июня 1712 — 9 апреля 1768), единственная дочь предыдущего и Тересы Мануэлы Фернандес де Кордовы и де Гусман (1688—1751)
- 1768—1776:  Вентура Осорио де Москосо и Фернандес де Кордова (1731 — 6 января 1776), единственный сын предыдущей и Вентуры Антонио Осорио де Москосо и Гусман Давила и Арагон (1707—1746)
- 1776—1816:  Висенте Хоакин Осорио де Москосо и Гусман (17 января 1756 — 26 августа 1816), единственный сын предыдущего и Марии де ла Консепсьон де Гусман Гевара и Фернандес де Кордовы (1730—1776)
- 1816—1837:  Висенте Исабель Феррер Осорио де Москосо и Альварес де Толедо (19 ноября 1777 — 31 августа 1837), старший сын предыдущего от первого брака с Марией Игнасией Альварес де Толедо и Гонзага (1757—1795)
- 1837—1864:  Висенте Пио Осорио де Москосо (22 июля 1801 — 22 февраля 1864), старший сын предыдущего и Марии дель Кармен Понсе де Леон и Карвахаль, 6-й герцогини де Монтемар (1780—1813)
- 1864—1918:  Росалия Мария Осорио де Москосо и Карвахаль (19 марта 1840 — 19 ноября 1918), младшая дочь предыдущего и Марии Луисы де Карвахаль и де Керальт (1804—1843)
- 1918—1953:  Мариано Руис де Арана Осорио де Москосо  (7 декабря 1861 — 9 января 1953), старший сын предыдущей и Хосе Марии Руиса де Арана и Сааведра, 8-го графа де Севилья-ла-Нуэва, герцога де Кастель-Сангро (1826—1891)
- 1953—1985:  Хосе Мария Руис де Арана и Бауэр (22 октября 1893 — 27 декабря 1985), единственный сын предыдущего и Марии Консепсьон Бауэр и Морпурго (1869—1961)
- 1985—2004:  Хосе Мария Руис де Арана и Монтальво  (27 апреля 1933 — 30 апреля 2004), второй сын Хосе Хавьера де Арана и Фонтагуда, 4-го маркиза де Бренес (1898-?) и Марии дель Кармен Монтальво и Оровио
- 2004 — настоящее время:  Мария Кристина Кармен Маргарита Руис де Арана Мароне-Чинзано (род. 25 марта 1968), старшая дочь предыдущего и Марии Тересы Беатрис Мароне-Чинзано (род. 1945)